# Putre
Putre – miasto w Chile, w regionie Arica y Parinacota, w prowincji Parinacota.

## Klimat
| Miesiąc                                                             | Sty  | Lut  | Mar  | Kwi  | Maj  | Cze  | Lip  | Sie  | Wrz  | Paź  | Lis  | Gru  | Roczna |
| ------------------------------------------------------------------- | ---- | ---- | ---- | ---- | ---- | ---- | ---- | ---- | ---- | ---- | ---- | ---- | ------ |
| Rekordy maksymalnej temperatury [°C]                                | 18.9 | 18.5 | 19.3 | 19.8 | 18.4 | 20.3 | 19.1 | 19.4 | 18.9 | 19.8 | 19.1 | 21.6 | 21,6   |
| Średnie temperatury w dzień [°C]                                    | 14.7 | 14.3 | 15.2 | 16.3 | 15.8 | 15.0 | 15.0 | 15.7 | 16.6 | 16.6 | 17.0 | 16.4 | 15,7   |
| Średnie dobowe temperatury [°C]                                     | 11.6 | 11.5 | 10.8 | 9.6  | 7.4  | 5.2  | 5.0  | 6.0  | 8.1  | 9.5  | 10.8 | 11.4 | 8,9    |
| Średnie temperatury w nocy [°C]                                     | 6.1  | 6.0  | 6.0  | 5.8  | 4.6  | 4.0  | 4.0  | 4.0  | 4.8  | 4.9  | 5.5  | 5.7  | 5,1    |
| Rekordy minimalnej temperatury [°C]                                 | 2.1  | 2.8  | 2.9  | 2.9  | 1.4  | 0.2  | 0.3  | -1.4 | 0.3  | 0.7  | 0.9  | 1.5  | −1,4   |
| Źródło: http://es.climate-data.org/location/37486/ {{{accessdate}}} |      |      |      |      |      |      |      |      |      |      |      |      |        |

## Galeria

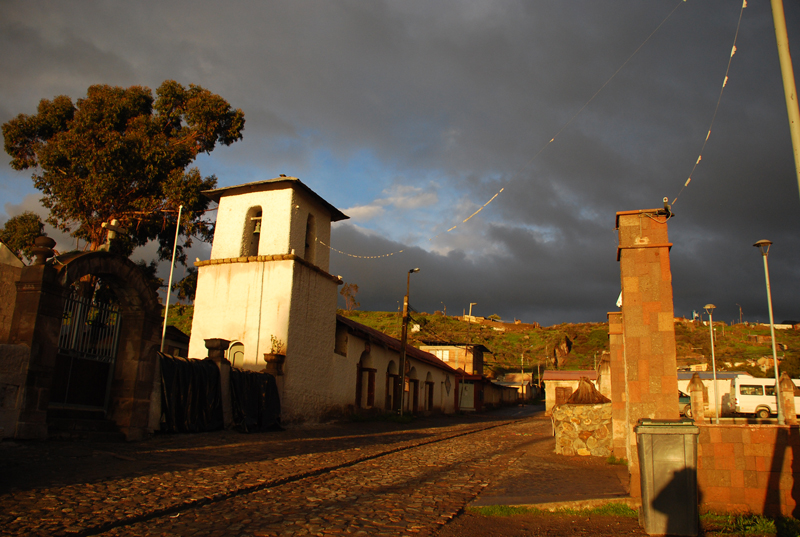
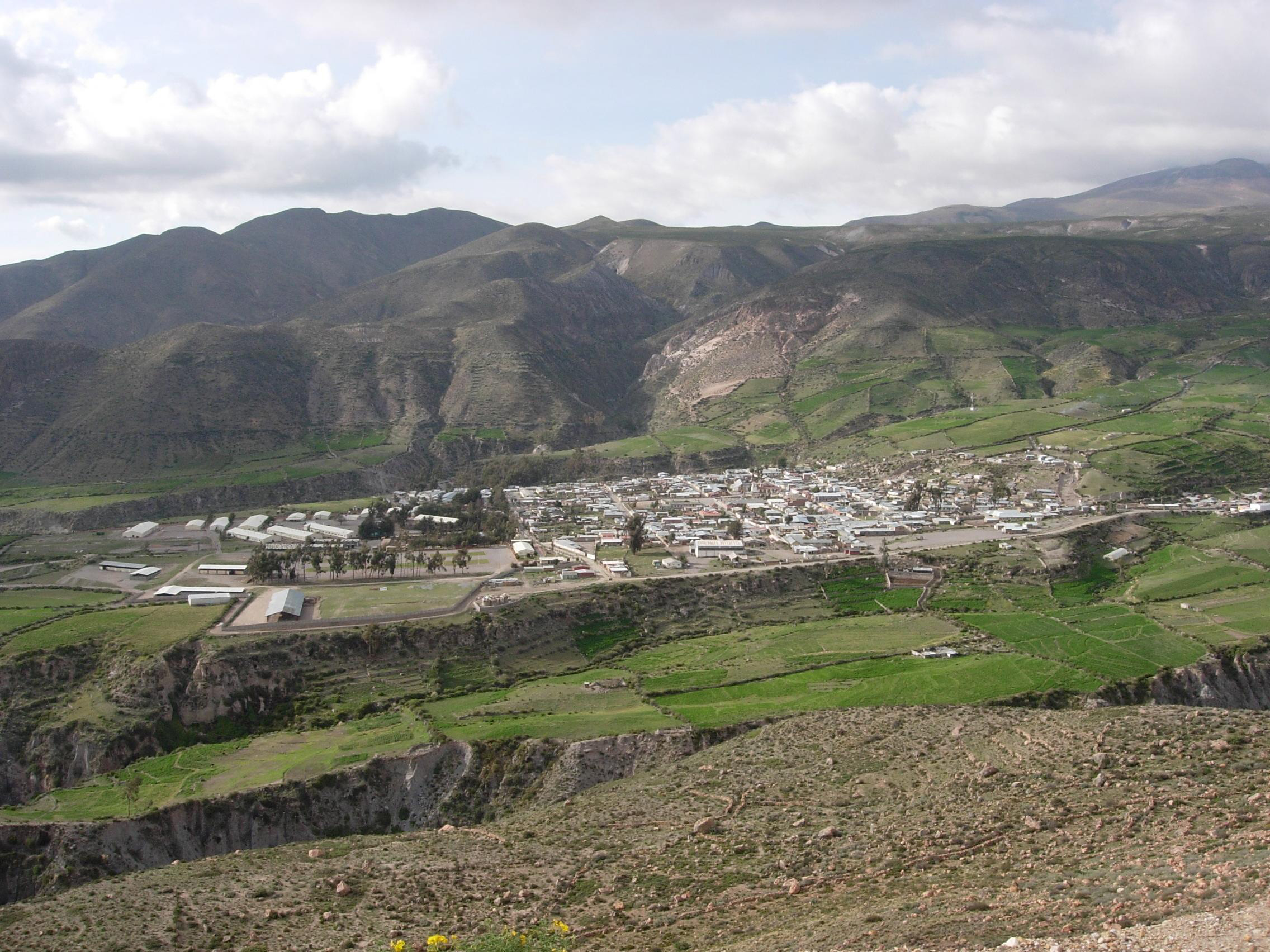
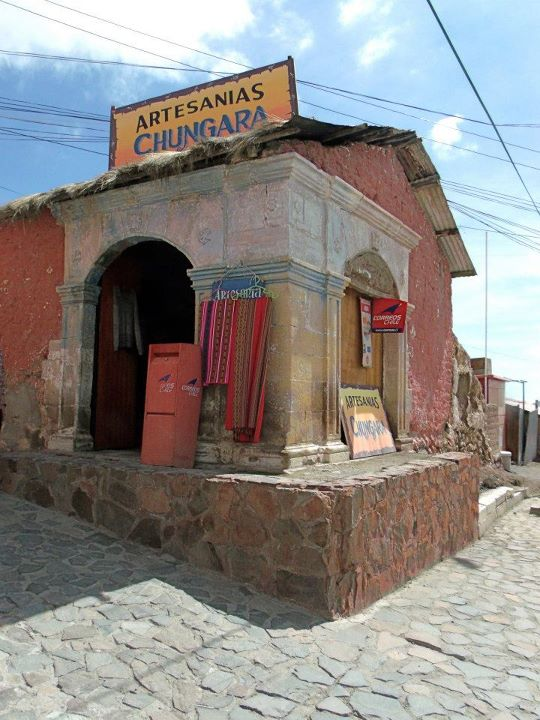
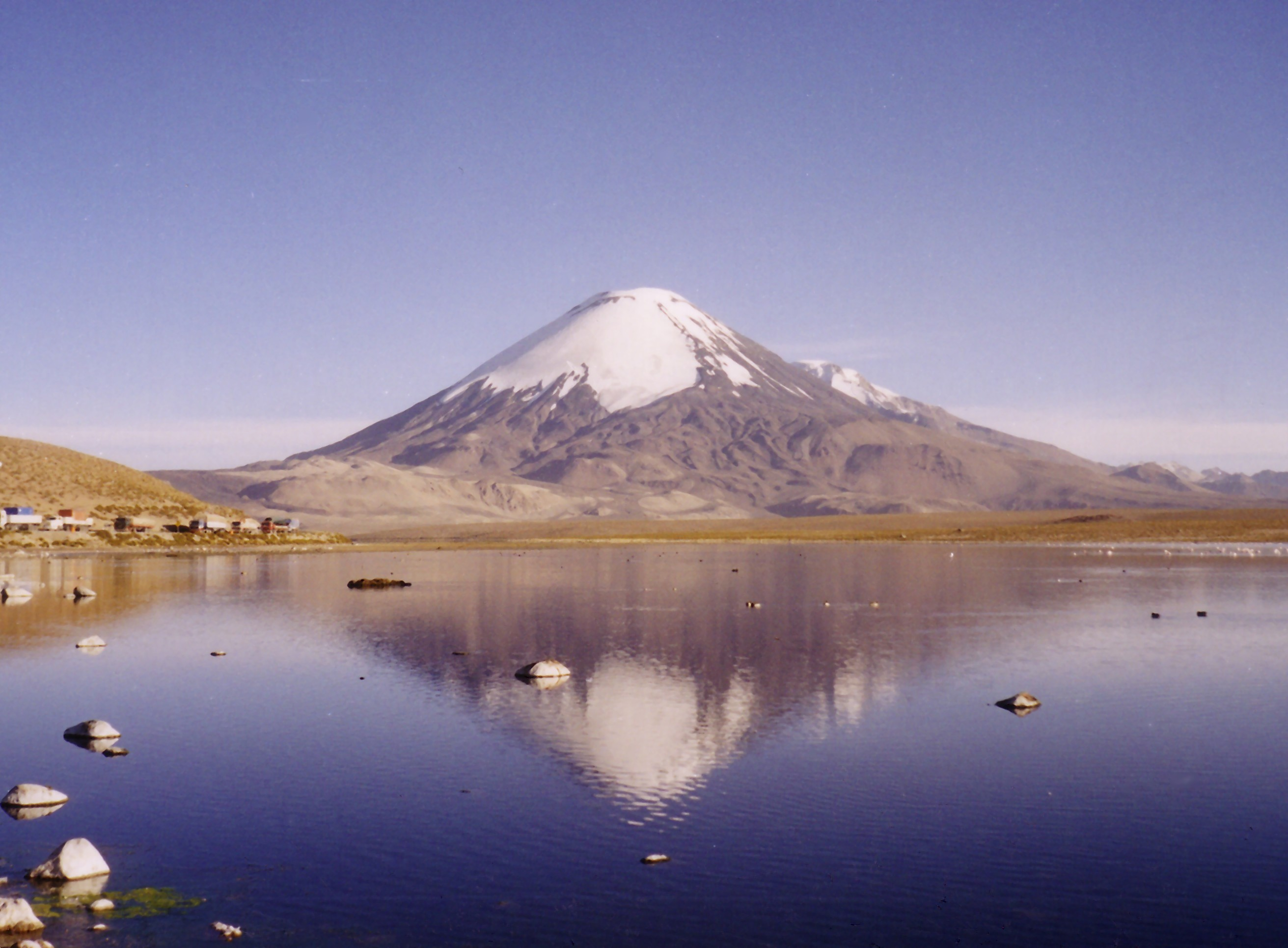
Wulkan Parinacota
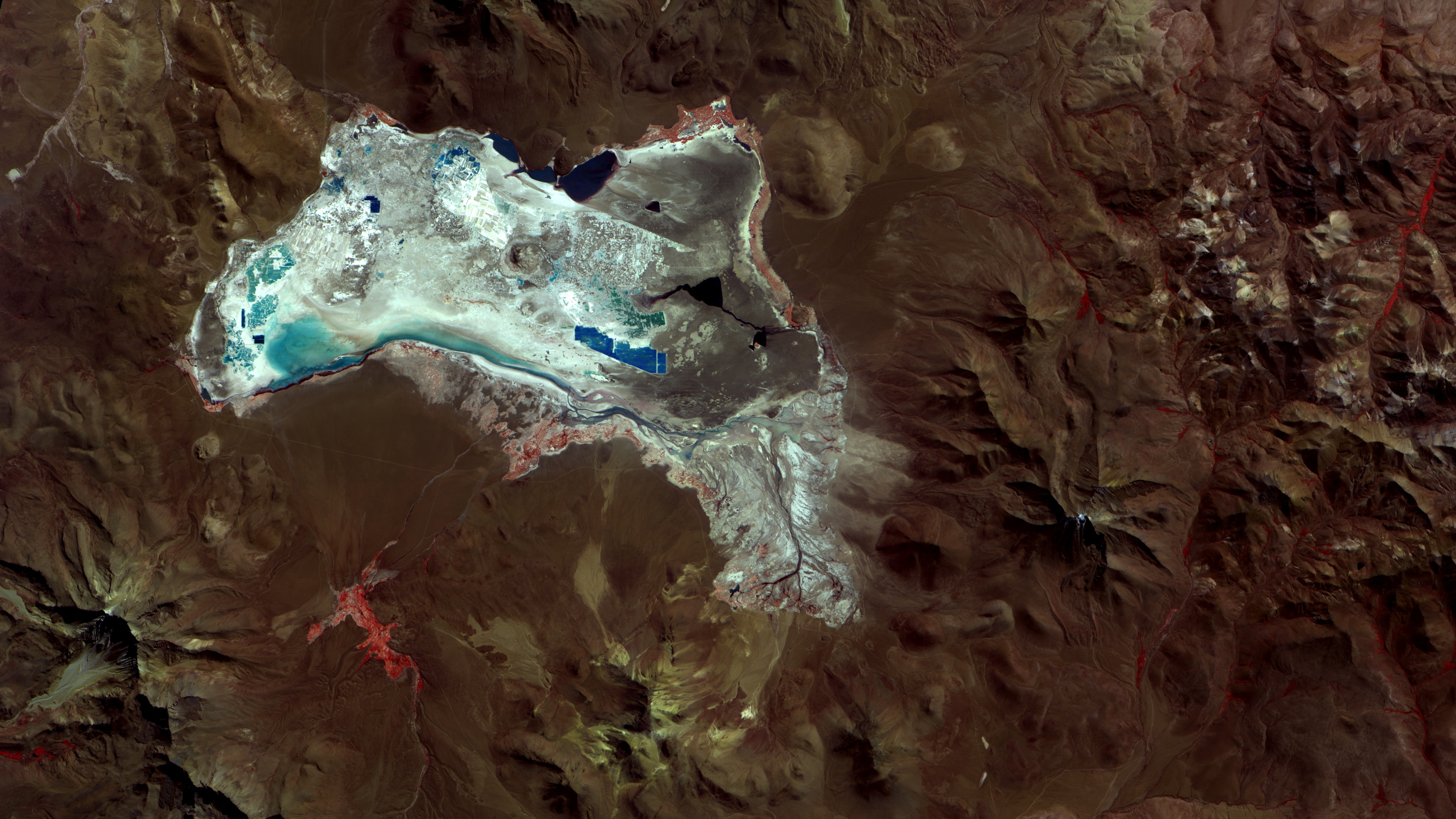